# جيمس ووكر (راكب الكنو)
جيمس ووكر (بالإنجليزية: James Walker)‏ هو راكب الكنو أسترالي، ولد في 8 ديسمبر 1971.

## وصلات خارجية
- جيمس ووكر على موقع أوليمبيديا (الإنجليزية)